# Прадье, Перретт
Перретт Прадье (фр. Perrette Pradier, 17 апреля 1938, Ханой, Французский Индокитай — 16 января 2013, Рей-Мальмесон, Франция) — французская актриса.
На театральной сцене с 1963 года. Играла в спектаклях по пьесам Мольера, Славомира Мрожека, Жоржа Фейдо.
Дебютировала в фильме Мориса Регеми «Honoré de Marseille» (1956). В 1960 году снялась в главной роли в криминальной комедии «Дело Набоба».
Самая известная роль — Констанция в фильме Бернара Бордери «Три мушкетёра» (1961). В 1970-80-е годы играла преимущественно в телесериалах. Снималась до 1987 года.
Известна и как мастер дубляжа и озвучивания фильмов. Голосом актрисы во Франции говорили Джулия Эндрюс, Фэй Данауэй, Лесли Энн Уорен, Жаклин Биссет. Озвучивала анимационные фильмы, в том числе персонажа миледи Винтер в мультфильме D’Artagnan L’Intrépide (1974).

## Признание
- Приз Сюзанны Бьянкетти, 1960, Франция.